# 日本賞
日本賞（にっぽんしょう、Japan Prize）は、教育番組･教養番組作品を世界各地の放送機関から募集し、その作品の内容や教育性を重視して審査する国際番組コンテストである。主催者は日本放送協会（NHK）。「NHK教育フェア」についても併せて紹介する。

## 概要
1964年4月に日本で開催された第2回世界ラジオ・テレビ学校放送会議において、NHK会長の阿部真之助が教育放送の向上と国際間の理解・協力を目的として教育番組の国際コンクールの創設を提案、満場一致で支持された。同年のアジア放送連合（現・アジア太平洋放送連合）と欧州放送連合の総会においても賛同を得られ、1965年、日本賞教育番組国際コンクールが正式に新設された。
第1回のコンクールは世界46カ国・70の放送機関からラジオ95番組、テレビ90番組が応募した。第1回授賞式は1965年10月21日に第2回アジア放送連合総会開会式との合同式典として旧NHKホールで行われ、テレビ部門はフィンランド放送協会の『自然のカレンダー—むかしむかし』、ラジオ部門は西ドイツ放送協会の『初等英語—ライダー夫人と議員さん』が受賞した。第9回のコンクールまでは毎年行われ、東京のほか大阪・名古屋・広島・仙台・札幌においても開催された。その後、1975年の第10回から隔年開催となったが、1991年の第18回より毎年開催に戻り、現在は毎年10月〜11月に東京で開かれる。コンクールの成果を広く世界に紹介し、教育放送の向上・発展に役立てる目的で日本賞巡回ライブラリーが1974年に設立され、放送文化基金から助成金が交付されている。

## コンテストの各部門
コンテストは大きく3つの部門に分かれており、各部門の優秀作品を決定。更にその中から最優秀作品「日本賞グランプリ」が決定される。賞牌は奈良・薬師寺の水煙をイメージして制作された。
- 番組部門 - これは更に子供番組、青少年番組、一般教養番組、教育ジャーナル番組の4つのカテゴリーに細分化され、各カテゴリーの入選作品を決定する。
- ウェブ部門 - インターネット（パソコン・携帯電話通信）と番組の連動性を重視している。
- 番組企画部門 - 予算や機材などの条件が不十分なため教育番組の制作が困難な国・地域のために、すぐれたテレビ番組企画の実現を賞金で支援する。

過去にはラジオ部門があったが、1989年の第17回をもって廃止された。
2007年からは経済産業省による総合エンタテイメントイベント、JAPAN国際コンテンツフェスティバルの一環として開催されることになっている。

## NHK教育フェア
2000年の放送開始75周年記念事業の一環として日本賞の開催期間中を利用した公開参加型イベント「NHK教育フェア」が東京都渋谷区のNHK放送センター、NHKスタジオパーク、みんなの広場ふれあいホールを会場に開いている。フェアでは一般視聴者に教育番組の未来像を肌で体験してもらうコーナーや教育番組をこれからの子供たちにどのように見せていくかについてのパネル展示やステージイベント（NHKホール、スタジオパーク、みんなの広場ふれあいホール、及び放送センター屋外特設会場も使用）で展開していく。
またこの期間中はNHK教育テレビジョンを中心に教育番組のあり方を問うたり、新しい形の教育番組のスタイルを試験的に披露する番組などの特別番組編成を主にゴールデン、プライムタイム枠を中心にしながら実施する。
このイベントは2010年の放送85周年をきっかけにグレードアップし「NHK文化祭」として継続開催されている。